# Rogier Molhoek
Rogier Molhoek (* 22. Juli 1981 in Oud-Beijerland) ist ein niederländischer Fußballspieler. Seit der Saison 2012/13 steht der Mittelfeldspieler beim FC Dordrecht unter Vertrag.

## Karriere
Molhoeks Profikarriere begann 1998 beim FC Dordrecht, wo er auch schon in der Jugendabteilung spielte. Dem Verein hielt er drei Jahre die Treue, ehe er im Sommer 2001 zu RKC Waalwijk wechselte. Dort konnte er sich entwickeln und gehörte zum Stammpersonal. Gute Leistungen weckten das Interesse anderer Vereine, so dass er in der Winterpause der Spielzeit 2005/06 zum AZ Alkmaar wechselte. Dort konnte er nicht überzeugen und kam nur zu 18 Einsätzen in zwei Jahren. In dieser Zeit wurde einmal der zweite und einmal der dritte Platz belegt. Nach den zwei Jahren ohne viel Einsatzzeit entschieden sich die AZ-Verantwortlichen zu einem Ausleihgeschäft mit ihm. In Breda sollte er in der Saison 2007/08 Spielpraxis sammeln. Mit dem Verein konnte er den dritten Platz erreichen und lag damit deutlich vor seinem eigentlichen Arbeitgeber Alkmaar, die nur Platz 11 belegen konnten. Obwohl er nach einem Jahr wieder zu Alkmaar zurückkehren sollte, entschied sich der Klub für eine erneute Leihe. Für die Spielzeit 2008/09 ging Molhoek zur SBV Vitesse nach Arnheim, wo er bis 2011 blieb. Nach Auslaufen seines Vertrags wechselte er ablösefrei zum Ligakonkurrenten VVV-Venlo.